# José Antonio Vidal Sales
José Antonio Vidal Sales fue un escritor español, nacido en Reus en 1921 y fallecido en Barcelona en 2008. Fue también redactor en Editorial Bruguera, donde usó seudónimos como Cassarel, Alberto Cuevas, Pierre Deville o Howard Stanley.

## Biografía
José Antonio Vidal Sales fue corresponsal en París.
En 1953 se convirtió en uno de los primeros técnicos editoriales de la Bruguera, junto a Carlos Conti, José María Lladó, Víctor Mora y Armonía Rodríguez, todos a las órdenes de Rafael González. Allí firmó multitud de guiones, sobre todo para la colección Joyas Literarias Juveniles.
Trabajó luego en los departamentos de Ediciones Generales y Bolsilibros.
Desde 1986, escribió ensayos sobre temas históricos, como la monarquía española.

## Obra
Historietística
| Años | Título                                 | Dibujante                 | Tipo   | Publicación             |
| ---- | -------------------------------------- | ------------------------- | ------ | ----------------------- |
| 1954 | La nave del tiempo                     | Ambrós                    | Serie  | Suplemento de aventuras |
| 1960 | La historia de May Dunning             | Purita Campos             | Serie  | Blanca                  |
| 1962 | El sargento Furia                      | Juan Escandell            | Serial |                         |
| 1965 | Bonanza                                | Torregrosa, Félix Carrión | Serie  | Tele Color              |
| 1966 | Los viajes de Gulliver                 | Torregrosa                | Serie  | Tele Color              |
| 1966 | Las aventuras de Polvorilla y Castorín | Torregrosa                | Serie  | Tele Color              |

Ensayística
| Año  | Título                                        | Editorial    |
| ---- | --------------------------------------------- | ------------ |
| 1984 | Don Juan de Borbón                            |              |
| 1985 | Los borbones: Una dinastía trágica            |              |
| 1995 | Crónica íntima de las reinas de España        |              |
| 2006 | Maquis, la verdad histórica de la otra guerra | Espasa-Calpe |

## Crónica íntima del Palacio Real de Madrid. Espasa edición bolsillo , primera edición 2001.
- José Antonio Vidal Sales, "Lecturalia"

- Datos: Q5938183